# 楚藩宮變
楚藩宮變，又稱楚世子逆案、楚世子弒父案，是嘉靖二十四年（1545年）明朝楚國（楚藩）世子朱英燿將其父親朱顯榕謀殺的一樁逆倫命案。

## 簡介
据《国朝献征录》称，明朝楚國世子朱英燿为楚王朱顯榕王妃吴氏所生嫡子，娶陈氏，居于楚王府缉熙堂。朱英燿垂涎父親朱显榕的宫人方三儿姿色，让其手下亲信樊鸾、陶元儿、吴么儿、通知内使张鉴、门婆姚氏等人将方三儿诱至缉熙堂，之後與方三兒姦淫。此事被朱英燿母亲吴妃得知，告诉朱显榕。朱显榕得知此事后大怒，杖杀陶元儿、吴么儿，将方三儿幽禁于北院，樊鸾杖四十，幽禁于王府马厩。朱英燿得知此事，惧而生怨。嘉靖二十三年（1544年）五月五日端午节，朱显榕与楚藩宗室在武昌墩子湖观看龙舟竞渡，朱英燿在人群中见到妓女宋幺儿，与其饮座于别亭。后吴妃父亲吴鉴生病，吴妃偕朱英燿前往探视。王府吏刘金曾获咎于朱显榕，听闻世子朱英燿出王府探视外祖父，于是提前将宋么儿安置于自宅，然后邀请朱英燿来与之淫乐。後來朱英燿将宋么儿接入王宫，安置于缉熙堂。朱显榕得知此事后，欲治罪刘金，刘金遂与徐景荣、会金等人歃血为盟，预备在翌年上元节观灯时在王府内举事。
嘉靖二十四年（1545年）正月十八日，朱英燿在缉熙堂中张灯设酒宴，慶祝元宵，邀请父亲前来。当时朱显榕之弟武冈王朱显槐（楚端王宫人田氏所生）未出阁，遂与楚王一同前往，被另行安排在西室，朱显榕的随从朱恩、周廷瑞等五人则被安排在雪洞饮酒吃饭。随后刘金等人将王府后宫诸所往来之门落闩上锁。酒宴过半时，朱英燿试图鸩杀其父，但朱显榕未被毒死，反而说膳食不佳，命令传唤缉熙堂的厨子王喜保来责问。传唤之人方走出缉熙堂，朱英燿即发号炮为信号，张贵、刘金、田尧、周瘦儿等人从后屋扑出，撤去朱显榕的座位，将其簇拥而出。谢六儿用铜瓜砸朱显榕的头部，田尧、曹景昂、李林、官保、周瘦儿、曹良辅、夏腊儿等人齐力乱打，使其毙命；朱顯榕臨死前驚恐說道：「燿，燿，腦出死。」夏廷凤等人大声呼变，朱恩等惊起，急来救护。朱显槐也闻声过来奔救，被孙保儿用杖击伤左肋。其随从彭汉扶朱显槐奔出门外，逃往贵全堂躲避，朱恩等人亦夺门而出，登上王府假山，呼号守门内官将各宫门紧闭，然后从广智门赴武昌巡撫府内告变。当天夜里，朱英燿先以銅鞭鞭打朱显榕遺體，之後將尸体更换衣冠，扛入正宫。王妃吴氏哭曰“哥哥喫穿不少，如何幹这等事！”
翌日天明，朱显榕的尸首装殓完毕，朱英燿下令释放被囚禁的方三儿、樊鸾等人，迎立宋幺儿為新王妃，又命令王府长史孙立，承奉张庆、王宪等人以“中风”报告朝廷，自己則移居祖父楚端王朱榮㳦的宮室。巡抚和按察使得到朱恩告变后，将此事上报朝廷，朱英燿上疏奏辩，并逼崇阳王朱显休上書朝廷，奏言其清白。通山王朱英炊不从朱英燿威胁，再次上奏，直书朱英燿弑逆形状，明世宗遂遣司礼监太监温祥及驸马邬景和、侍郎喻茂坚、锦衣卫都指挥使袁天章等人赴武昌侦讯此事。朱显槐闻讯，逃出楚王府告发朱英燿，与朱英炊所言吻合。当年九月，朱英燿被押送至京师，伏诛，焚尸扬灰，刘金、谢六儿、孙保儿、徐景荣等人凌迟，孙立、王宪等人弃市，崇阳王朱显休革禄十分之三，奖慰武冈王朱显槐白银五十两、彩币四表里。六年後朱显榕第三子朱英㷿嗣位。

### 背後
《万历野获编》記載，朱英燿姦淫朱显榕宫人方三儿而被父親疏遠，害怕被廢黜，于是趁上元灯节时弑父，先用毒鸩不果，遂用铜瓜錘击毙；但是其事端不仅于此，朱显榕有虐民之舉、時有不法之事，人已离心。朱英燿有足疾，朱显榕又爱三子朱英㷿，于是屡次对朱英燿说：「你這樣的身體，怎麼當我的繼承人？還是去出家當道士，把世子之位讓給你弟弟英㷿。」于是朱英燿愈发恨怒，决意为冒顿之事；李诩《戒庵老人漫笔》亦有類似記載。宮變後，楚人將朱顯榕稱為「破頭王」。